# ニュージーランドの国旗
ニュージーランドの国旗は、青地に左上（カントン）にユニオンジャックを配し、白く縁取られた四つの赤い星からなる南十字星を表している。オーストラリアの国旗同様、ブルー・エンサインを基にしたものである。

## 変遷
1840年以前はイギリスの国旗がニュージーランドの正式な旗であった。1869年に現在のデザインの旗を導入した。正式には、議会で1902年に国旗に制定された。
2014年10月29日、ジョン・キー首相は2016年に国旗変更の是非を国民投票によって行うことを閣議決定した。2015年11月より2段階に分けて投票が行われたが、2016年3月24日、現行国旗を維持するとした票が過半数を得たという暫定結果が選管より発表され、国旗変更を主導したキー首相も敗北を認めた。

## ニュージーランドの旗

? 商船旗
?1867年から1869年までの政府船旗
民間航空旗
軍艦旗
空軍旗
総督旗
ニュージーランド警察（英語版）の旗
?現在の国旗（縦横比2:3の別タイプ）

## 海外領土、自治領の旗

?1973年から1979年までのクック諸島の国旗
?1973年までのクック諸島の国旗
トケラウの旗
?トケラウの旗(1989年提案)
チャタム諸島の旗
ロス海属領の旗(非公式)

## 自由連合

クック諸島の国旗
ニウエの国旗

## 歴史的な旗

?部族連合の旗
?1834年に提案された旗